# Walter Berry (basket-ball)
Pour les articles homonymes, voir Walter Berry et Berry (homonymie).
Walter Berry, né le 14 mai 1964 à New York, est un ancien joueur américain de basket-ball. Il évolue au poste d'ailier.

## Palmarès
Universitaire
- Lauréat du USBWA men's player of the year award, du Trophée Wooden et du Trophée Adolph Rupp en 1986.